# تپه جلگه
تپه جلگه مربوط به دوره اشکانیان است و در شهرستان شیروان، بخش مرکزی، دهستان حومه، ۱ کیلومتری جنوب روستای سکه واقع شده و این اثر در تاریخ ۲ مرداد ۱۳۸۷ با شمارهٔ ثبت ۲۳۱۱۰ به‌عنوان یکی از آثار ملی ایران به ثبت رسیده است.